# أوزوالد فالش
أوزوالد فالش (بالنرويجية البوكمول: Oswald Falch)‏ هو لاعب جمباز فني نرويجي، ولد في 21 يوليو 1884 في ستاينشار في النرويج، وتوفي في 13 فبراير 1977.

## وصلات خارجية
- أوزوالد فالش على موقع أوليمبيديا (الإنجليزية)